# Casa Tavel
A Casa Tavel em Genebra, Suíça, encontra-se na cidade velha e é o mais antigo edifício da Idade Média desta cidade . Faz parte do conjunto do Museu de Arte e História de Genebra.

## História
Com origens no século XII, entra em posse dos Tavel no século XIII mas arde em 1334 no incêndio que destruiu metade da cidade. Reconstruída como casa fortificada - uma torre de cada lado - é nessa altura considerada como uma das mais importantes da cidade. A família toma parte nos grandes feitos histórico da cidade - emancipação religiosa e constituição da comuna - e o brasão foi utilizado pela comuna de Bellevue depois do edifício ter sido classificada como monumento histórico em 1923 .

## Museu
A Casa Tavel está consagrada á história urbana e á vida doméstica genebrina. Apresenta uma exposição permanente de objectos e imagens dos séculos XIV et XIX .